# Syllabus (jeu)
Pour les articles homonymes, voir syllabus.
Syllabus est un jeu de société créé par Axel de la Taille en 2005 et édité par Cocktailgames.
Pour 2 à 6 joueurs, à partir de 12 ans pour environ 15 minutes.

## Règle du jeu

### Matériel
- 46 cartes Syllabus (comportant 4 syllabes sur les 4 côtés)
- 2 règles du jeu

### Mise en place
Chaque joueur reçoit un nombre égal de cartes. Une carte Syllabus est placée au centre de la table.

### But du jeu
Le but est d'être le premier à se débarrasser de toutes ses cartes.

### Déroulement
Un joueur retourne une carte de sa pile. Tous les joueurs cherchent alors un mot de deux syllabes pouvant s'écrire en posant côte à côte la carte du joueur et une des cartes posées sur la table. Celui qui trouve un mot valable recommence à jouer et retourne une de ses cartes.

### Fin de partie et vainqueur
Le premier joueur qui pose toutes ses cartes sur la table gagne la partie.